# Fritz Brun
Fritz Brun, (Lucerna, 18 d'agost, 1878 - Grosshöchstetten, al cantó de Berna, 29 de novembre, 1959), va ser un director d'orquestra, pianista i compositor suís.

## Biografia
Fritz Brun estudià al gimnàs de la seva ciutat natal, va aprendre piano amb Julie Kopp. També va rebre classes de piano de l'organista Franz Josef Breitenbach (1853-1934) del 1892 al 1895. Durant dos anys, va estudiar amb el director holandès Willem Mengelberg (1871-1951), director musical a Lucerna del 1891 al 1895. Cap al 1890, Brun va ser emprat a la presó de Lucerna per tocar durant els serveis dominicals.
De 1896 a 1901, Brun va estudiar composició al Conservatori de Colònia amb Franz Wüllner (1832-1902), aleshores director de la institució i director de la "Kölner Gürzenich-Konzerte". Brun també va rebre classes de piano del neeralndès Max van de Sandt (1863-1934) i classes de teoria musical d'Arno Kleffel (1840-1913). A Colònia, Brun es va fer amic de Volkmar Andreae, també estudiant de la ciutat. La seva amistat amb Othmar Schoeck i la influència de l'obra d'aquest es reflecteix en la instrumentació de tres de les cançons de Brun (Auf meines Kindes Tod [Sobre la mort del meu fill], Die drei Zigeuner [Els tres gitanos] i Jugendgedenken [Commemoració de la joventut]).
Friz Brun es va graduar al conservatori el 31 de juliol de 1901. De 1901 a 1902, va ser emprat a Berlín com a professor de música i músic privat del príncep Jordi de Prússia (1826-1902), membre de la Casa dels Hohenzollern.
Quan el príncep va morir, Fritz Brun es va establir a Londres, on va donar classes particulars i va orquestrar obres de music hall.
L'octubre de 1902, Brun es va convertir en professor de piano i teoria musical al conservatori de Dortmund. Va ensenyar italià a cantants l'estiu següent quan la insolvència de la institució el va obligar a tornar a Suïssa.
A la tardor de 1903, Fritz Brun es va convertir en professor de piano a l'escola de música de Bienne. També va ser pianista professional i, del 1904 al 1908, va viatjar a Itàlia. El febrer de 1909, Brun va succeir a Karl Munzinger (1842-1911) com a director a Berna. També va ser director dels cors "Cäcilienvereins" i "Berner Liedertafel" i va anar de gira (1923 Roma, 1926 París). La seva posició a Berna va ser facilitada pel suport de Volkmar Andreae, la primera interpretació del qual de la 4a, 5a i 9a simfonies va dirigir, Hermann Scherchen, a Winterthur, Scherchen també va dirigir la primera interpretació de la 6a, 7a i 8a simfonies de Brun. El mateix Brun dirigeix la seva pròpia 1a i 3a simfonia a Berna.
Fritz Brun va dimitir dels seus càrrecs al final de la temporada 1940-1941 i es va retirar al poble de Morcote, al cantó del Ticino, per dedicar-se a la composició.
Va morir el 29 de novembre de 1959 a Grosshöchstetten.

## Obres
Fritz Brun va dedicar la seva primera Sonata per a violí a Adele Bloesch-Stöcker. Va compondre deu simfonies, publicades en una caixa per Brilliant Classics el 2019. També va compondre quatre quartets de corda, dos concerts (per a piano i violoncel), obres corals i lieder.
Entre les seves composicions destaquen:

## Música orquestral
- Simfonia no 1 (1901)
- Simfonia no 2 (1911)
- Simfonia no 3 (1919)
- Simfonia no 4 (1925)
- Simfonia no 5 (1929)
- Simfonia no 6 (1933)
- Simfonia no 7 (1937)
- Simfonia no 8 (1942)
- Variacions per a piano i orquestra de corda (1944)
- Concerto per a piano (1946)
- Concerto per violoncel (1947)
- Simfonia no 9 (1950)
- Simfonia no 10 (1953)
- Rapsòdia per a orquestra (1958)

Música de cambra

- Quartet no 1 (1898)
- Sonata no 1 per a violí i piano (1920)
- Quartet no 2 (1921)
- Quartet no 3 (1943)
- Quartet no 4 (1949)
- Sonata no 2 per violí i piano (1951)
- Sonata per violoncel i piano (1952)

## Discografia
- Simfonia núm. 8; Variationen über ein eigenes Thema für Streichorchester und Klavier - Adrian Aeschbacher, piano; Radioorchester Beromünster, dir. Fritz Brun ; Collegium Musicum de Zurich, dir. Paul Sacher (1946, Gremi) (OCLC 883834003)
- Simfonia núm. 3 - Orquestra Simfònica de Moscou, dir. Adriano (agost de 2003, Sterling CDS-1059-2)
- Simfonia no 4; Rapsòdia per a orquestra - Orquestra Simfònica de Moscou, dir. Adriano (20-22 de maig de 2013 / 13 de maig de 2008, Gremi) (OCLC 918885990)
- Simfonies núms 5 i 10 - Orquestra Simfònica de Moscou, dir. Adriano (2008, Gremi) (OCLC 637379339)
- L'obra per a orquestra - Tomáš Nemec i Adrian Aeschbacher, piano; Bernadett Fodor, mezzosoprano; Claudius Herrmann, violoncel; Orquestra Simfònica de Bratislava; Orquestra Simfònica de Moscou, dir. Adriano (4 d'octubre de 1946 / 2003-2015, 11 CD Brilliant Classics) (OCLC 1102615656)